# ヘイビアス・コーパス
ヘイビアス・コーパス（ラテン語: Habeās Corpus ラテン語発音: [häbeˈäːs̠ˌ ˈkɔrpʊs̠] ハベアース・コルプス）は、不当に人身の自由が奪われている者の身柄を裁判所に提出することを求める令状のこと。人身保護令状、ヘービアス・コーパス、ヘビアス・コーパスとも。

## 概要
ラテン語では「身柄を提出すべし」あるいは「身柄を持参すべし」を意味する。
13世紀初よりイングランド王国で発達した制度であり、拘禁者（獄吏）に被拘禁者（収監者・容疑者）の身柄を裁判所に提出するよう命じる令状である。同時に拘禁者が被拘禁者の罪状を説明する義務があったため、不当な拘禁への救済手段として用いられるようになり、イングランドの1679年人身保護法で令状発行の対象が刑事犯全体に拡大したほか、発行の迅速化を図る改正が行われた。

## 日本国憲法第34条との関係
日本国憲法第34条前段は、「何人も、理由を直ちに告げられ、且つ、直ちに弁護人に依頼する権利を与へられなければ、抑留又は拘禁されない」とする。この条文がヘイビアス・コーパスに由来するということは明らかである。しかし、このことの詳細を定めた人身保護規則は、適用条件を絞ったため、日本の人身保護手続は公権力に対する拘禁についてはほとんど用いられず、専ら私的拘禁への救済手続として用いられている。